# Triosence
Triosence es un conjunto de jazz alemán fundado en 1999. Pasan por uno de los conjuntos de jazz más exitosos de Alemania.
El trío se compone de Bernhard Schüler al piano, Stefan Emig a la batería y Matthias Nowak al contrabajo.
En 2001 ganaron el Premio de la Competición Federal Jugend jazzt ("la juventud hace jazz"). Ligada a este premio era la grabación de un disco, su álbum de debut "First Enchantment".
Pero no quedó el último premio. Segiueron el Premio Jazz del Mar Báltico, el Premio de Deutschlandfunk (unión de emisoras de radio alemanas), el Premio de Promoción Cultural de la ciudad Kassel y la nominación para el Premio alemán de Schallplattenkritik en el campo de jazz, un premio para el mejor disco del año. De la nada, el nuevo álbum llegó al cinco en los charts al sector de jazz.
Tienen también gran éxito en Japón, donde son estrellas después de la aparición de su álbum de debut. De momento, una gira japonesa está proyectando..

## Conformación
- Bernhard Schüler nació el 19 de septiembre de 1979 en Kassel (Alemania). Comenzó su formación musical en la edad de 7 años cuando aprendía a tocar el piano. Aún muy joven comenzó a componer su propia música. Su primer grupo de música fundó en 1996 en el cual era saxofonista, compositor y jefe. Ya en 1996 y 1999 tomó parte en la competición de Jugend jazzt y eso con mucho éxito. En 1999 ganó un apadrinamiento para solistas a causa de su buena arte de tocar el piano. En 2000 ganó el Premio en la competición de solistas. De 1999 a 2004 hizo una carrera en la Universidad Musikhochschule Köln en Colonia (Alemania).

- Stephan Emig nació el 7 de enero de 1976 en Kassel (Alemania). Con 13 años comenzó a tocar la batería. Su formación musical profesional comenzó a la escuela "Modern Music School" en Gießen y después se fue a Los Angeles (California) a la Music Academy. Desde 1998 está trabajando como baterista profesional y producente.

- Matthias Nowak nació en 1976 en Berlín. Realizó una carrera de Jazz y música para orquesta en la Universidad para arte y música de Mannheim y Detmold. (Alemania).  Era miembro de Junge Deutsche :Philharmonie (orquesta filarmónica alemana) y de la Junge Österreichische Philharmonie(orquesta filarmónica austriaca). Realizó muchas giras en Alemania, Francia, Luxemburgo, Inglaterra, EE.UU. e :Italia. con p.e. Gunter Hampel, Johannes Repka y Seal.

## Música
Su música es una mezcla de jazz, folk, world y fusión. Los instrumentos tienen los mismos derechos, por eso hay un gran espectro de composiciones posibles. Componen todas sus canciones por sí mismo. La inspiración del trío es influenciada por Bill Evans Trio, Keith Jarrett, Hubert Nuss, John Taylor, Ahmad Jamahl, Peter Erskine, Jack DeJohnette y Zakir Hussain.

## Grabaciones
- 2002 First Enchantment (Mons Records International)

- 2005 Away for a while ( Mons Records International)

- 2008 When you come home (Sony BMG Music Entertainment GmbH)